# Final del Grand Prix de patinaje artístico sobre hielo 2016-2017
La Final del Grand Prix de patinaje artístico sobre hielo de 2016 fue una competición internacional de la temporada 2016/2017 de patinaje artístico sobre hielo. Se realizó junto a la Final del Grand Prix Júnior. La competición se celebró entre el 8 y el 11 de diciembre de 2016 en Marsella. Se otorgaron medallas en las disciplinas de patinaje individual masculino, femenino, en parejas y danza sobre hielo, en las categorías Sénior y Júnior. 

## Resultados en la categoría Sénior

### Patinaje individual masculino
| Clasificación | Nombre           | País           | Total  | Programa corto | Programa corto | Programa libre | Programa libre |
| ------------- | ---------------- | -------------- | ------ | -------------- | -------------- | -------------- | -------------- |
| 1             | Yuzuru Hanyu     | Japón          | 293,90 | 1              | 106,53         | 3              | 187,37         |
| 2             | Nathan Chen      | Estados Unidos | 282,85 | 5              | 85,30          | 1              | 197,55         |
| 3             | Shoma Uno        | Japón          | 282,51 | 4              | 86,82          | 2              | 195,69         |
| 4             | Javier Fernández | España         | 268,77 | 3              | 91,76          | 4              | 177,01         |
| 5             | Patrick Chan     | Canadá         | 266,75 | 2              | 99,76          | 5              | 166,99         |
| 6             | Adam Rippon      | Estados Unidos | 233,10 | 6              | 83,93          | 6              | 149,17         |

### Patinaje individual femenino
| Clasificación | Nombre               | País   | Total  | Programa corto | Programa corto | Programa libre | Programa libre |
| ------------- | -------------------- | ------ | ------ | -------------- | -------------- | -------------- | -------------- |
| 1             | Yevguéniya Medvédeva | Rusia  | 227,66 | 1              | 79,21          | 1              | 148,45         |
| 2             | Satoko Miyahara      | Japón  | 218,33 | 3              | 74,64          | 2              | 143,69         |
| 3             | Anna Pogorílaya      | Rusia  | 216,47 | 4              | 73,29          | 3              | 143,18         |
| 4             | Kaetlyn Osmond       | Canadá | 212,45 | 2              | 75,54          | 4              | 136,91         |
| 5             | Mariya Sotskova      | Rusia  | 198,79 | 6              | 65,74          | 5              | 133,05         |
| 6             | Yelena Radiónova     | Rusia  | 188,81 | 5              | 68,98          | 6              | 119,83         |

### Patinaje en parejas
| Clasificación | Nombre                               | País   | Total  | Programa corto | Programa corto | Programa libre | Programa libre |
| ------------- | ------------------------------------ | ------ | ------ | -------------- | -------------- | -------------- | -------------- |
| 1             | Yevguéniya Tarásova/Vladímir Morózov | Rusia  | 213,85 | 1              | 78,60          | 1              | 135,25         |
| 2             | Yu Xiaoyu/Zhang Hao                  | China  | 206,71 | 2              | 75,34          | 3              | 131,37         |
| 3             | Meagan Duhamel/Eric Radford          | Canadá | 205,99 | 3              | 71,44          | 2              | 134,55         |
| 4             | Natáliya Zabiiako/Aleksandr Enbert   | Rusia  | 188,32 | 5              | 65,79          | 5              | 122,53         |
| 5             | Julianne Séguin/Charlie Bilodeau     | Canadá | 186,85 | 6              | 60,86          | 4              | 125,99         |
| 6             | Peng Cheng/Jin Yang                  | China  | 183,19 | 4              | 70,84          | 6              | 112,35         |

### Danza sobre hielo
| Clasificación | Nombre                                | País           | Total  | Danza corta | Danza corta | Danza libre | Danza libre |
| ------------- | ------------------------------------- | -------------- | ------ | ----------- | ----------- | ----------- | ----------- |
| 1             | Tessa Virtue/Scott Moir               | Canadá         | 197,22 | 1           | 80,50       | 1           | 116,72      |
| 2             | Gabriella Papadakis/Guillaume Cizeron | Francia        | 192,81 | 3           | 77,86       | 2           | 114,95      |
| 3             | Maia Shibutani/Alex Shibutani         | Estados Unidos | 189,60 | 2           | 77,97       | 3           | 111,63      |
| 4             | Yekaterina Bobrova/Dmitri Soloviov    | Rusia          | 181,95 | 4           | 74,04       | 5           | 107,91      |
| 5             | Madison Hubbell/Zachary Donohue       | Estados Unidos | 179,59 | 5           | 72,47       | 6           | 107,12      |
| 6             | Madison Chock/Evan Bates              | Estados Unidos | 179,32 | 6           | 70,87       | 4           | 108,45      |

## Resultados en categoría Júnior

### Patinaje individual masculino
| Clasificación | Nombre            | País           | Total  | Programa corto | Programa corto | Programa libre | Programa libre |
| ------------- | ----------------- | -------------- | ------ | -------------- | -------------- | -------------- | -------------- |
| 1             | Dmitri Aliev      | Rusia          | 240,07 | 1              | 81,37          | 1              | 158,70         |
| 2             | Aleksandr Samarin | Rusia          | 236,52 | 2              | 81,08          | 2              | 155,44         |
| 3             | Cha Jun-hwan      | Corea del Sur  | 225,55 | 4              | 71,85          | 3              | 153,70         |
| 4             | Roman Savosin     | Rusia          | 212,39 | 3              | 72,98          | 4              | 139,41         |
| 5             | Alexei Krasnozhon | Estados Unidos | 208,85 | 5              | 71,48          | 6              | 137,37         |
| 6             | Iliá Skirda       | Rusia          | 207,11 | 6              | 68,31          | 5              | 138,80         |

### Patinaje individual femenino
| Clasificación | Nombre                | País  | Total    | Programa corto | Programa corto | Programa libre | Programa libre |
| ------------- | --------------------- | ----- | -------- | -------------- | -------------- | -------------- | -------------- |
| 1             | Alina Zagitova        | Rusia | 207,43   | 1              | 70,92          | 1              | 136,51         |
| 2             | Anastásiya Gubanova   | Rusia | 194,07   | 3              | 60,38          | 2              | 133,77         |
| 3             | Kaori Sakamoto        | Japón | 176,33   | 2              | 64,48          | 4              | 111,85         |
| 4             | Rika Kihira           | Japón | 175,16   | 5              | 54,78          | 3              | 120,38         |
| 5             | Yelizaveta Nugumanova | Rusia | 170,08   | 4              | 58,34          | 5              | 111,74         |
|               | Marin Honda           | Japón | Abandono | Abandono       | Abandono       | Abandono       | Abandono       |

### Patinaje en pareja
| Clasificación | Nombre                                   | País            | Total  | Programa corto | Programa corto | Programa libre | Programa libre |
| ------------- | ---------------------------------------- | --------------- | ------ | -------------- | -------------- | -------------- | -------------- |
| 1             | Anastásiya Mishina/Vladislav Mirzoev     | Rusia           | 180,63 | 1              | 64,73          | 1              | 115,90         |
| 2             | Anna Dušková/Martin Bidař                | República Checa | 167,76 | 2              | 61,38          | 2              | 106,38         |
| 3             | Aleksandra Boikova/Dmitri Kozlovski      | Rusia           | 159,72 | 4              | 58,75          | 3              | 100,97         |
| 4             | Alina Ustimkina/Nikita Volodin           | Rusia           | 158,14 | 3              | 59,05          | 4              | 99,09          |
| 5             | Ekaterina Alexandrovskaya/Harley Windsor | Australia       | 141,36 | 5              | 57,08          | 5              | 84,28          |
| 6             | Amina Atajanova/Iliá Spiridonov          | Rusia           | 139,50 | 6              | 56,78          | 6              | 82,72          |

### Danza sobre hielo
| Clasificación | Nombre                                 | País           | Total  | Danza corta | Danza corta | Danza libre | Danza libre |
| ------------- | -------------------------------------- | -------------- | ------ | ----------- | ----------- | ----------- | ----------- |
| 1             | Rachel Parsons / Michael Parsons       | Estados Unidos | 162,50 | 2           | 66,91       | 1           | 95,59       |
| 2             | Alla Loboda/Pavel Drozd                | Rusia          | 161,87 | 1           | 67,58       | 2           | 94,29       |
| 3             | Lorraine McNamara/Quinn Carpenter      | Estados Unidos | 153,47 | 3           | 63,73       | 3           | 89,74       |
| 4             | Christina Carreira/Anthony Ponomarenko | Estados Unidos | 149,98 | 4           | 61,39       | 4           | 88,59       |
| 5             | Angélique Abachkina/Louis Thauron      | Francia        | 146,12 | 5           | 60,08       | 5           | 86,04       |
| 6             | Anastásiya Shpilevaya/Grigory Smirnov  | Rusia          | 140,64 | 6           | 59,29       | 6           | 81,35       |

## Medallero

### General
| Núm.  | País            | Oro | Plata | Bronce | Total |
| ----- | --------------- | --- | ----- | ------ | ----- |
| 1     | Rusia           | 5   | 3     | 2      | 10    |
| 2     | Japón           | 1   | 1     | 2      | 4     |
| 2     | Estados Unidos  | 1   | 1     | 2      | 4     |
| 4     | Canadá          | 1   | 0     | 1      | 2     |
| 5     | China           | 0   | 1     | 0      | 1     |
| 5     | República Checa | 0   | 1     | 0      | 1     |
| 5     | Francia         | 0   | 1     | 0      | 1     |
| 8     | Corea del Sur   | 0   | 0     | 1      | 1     |
| Total | Total           | 8   | 8     | 8      | 24    |

### Sénior
| Núm.  | País           | Oro | Plata | Bronce | Total |
| ----- | -------------- | --- | ----- | ------ | ----- |
| 1     | Rusia          | 2   | 0     | 1      | 3     |
| 2     | Japón          | 1   | 1     | 1      | 3     |
| 3     | Canadá         | 1   | 0     | 1      | 2     |
| 4     | Estados Unidos | 0   | 1     | 1      | 2     |
| 5     | China          | 0   | 1     | 0      | 1     |
| 5     | Francia        | 0   | 1     | 0      | 1     |
| Total | Total          | 4   | 4     | 4      | 12    |

### Júnior
| Núm.  | País            | Oro | Plata | Bronce | Total |
| ----- | --------------- | --- | ----- | ------ | ----- |
| 1     | Rusia           | 3   | 3     | 1      | 7     |
| 2     | Estados Unidos  | 1   | 0     | 1      | 2     |
| 3     | República Checa | 0   | 1     | 0      | 1     |
| 4     | Japón           | 0   | 0     | 1      | 1     |
| 4     | Corea del Sur   | 0   | 0     | 1      | 1     |
| Total | Total           | 4   | 4     | 4      | 12    |